# Eurockot Launch Services
Eurockot Launch Services GmbH (Serveis de Llançament Eurockot) és una empresa comercial alemanya llençadora de satèl·lits fundada el 1995. Eurockot utilitza el vehicle anomenat Rókot per col·locar satèl·lits en òrbita terrestre baixa (LEO). Eurockot és propietat conjunta d'EADS Astrium, que posseeix el 51 per cent, i de  Khrunichev State Research i Producció del Centre Espacial, que posseeix el 49 per cent. Eurockot posa en marxa des de les instal·lacions de llançament dedicats al cosmòdrom de Plessetsk al nord de Rússia.